# Tula (Itália)
Tula é uma comuna italiana da região da Sardenha, província de Sassari, com cerca de 1.664 habitantes. Estende-se por uma área de 65 km², tendo uma densidade populacional de 26 hab/km². Faz fronteira com Erula, Oschiri, Ozieri, Tempio Pausania.

## Demografia
| Variação demográfica do município entre 1861 e 2011                               |
|                                                                                   |
| Fonte: Istituto Nazionale di Statistica (ISTAT) - Elaboração gráfica da Wikipedia |